# (72) Feronia
(72) Feronia es un asteroide perteneciente al cinturón de asteroides descubierto el 29 de mayo de 1861 por Christian Heinrich Friedrich Peters desde el observatorio Litchfield de Clinton, Estados Unidos.
Está nombrado por Feronia, una diosa de la mitología romana.

## Características orbitales
Feronia orbita a una distancia media de 2,266 ua del Sol, pudiendo acercarse hasta 1,992 ua. Tiene una inclinación orbital de 5,416° y una excentricidad de 0,1209. Emplea en completar una órbita alrededor del Sol 1246 días.